# Corredor Togo-Dahomey

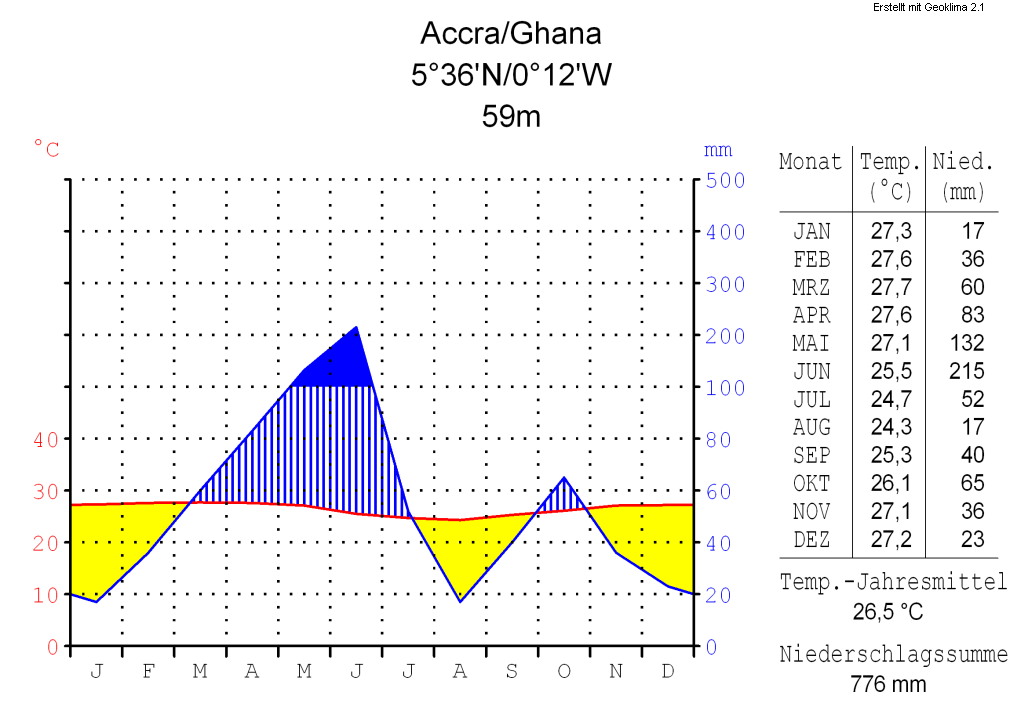
Climograma de Acra, Ghana.

En África occidental, el corredor Togo-Dahomey es la parte del mosaico de selva y sabana de Guinea que se extiende hasta la costa en Benín, Togo y Ghana, y separa la selva que cubre gran parte del sur de la región en dos zonas separadas.
La mayor ciudad de la región es Acra. Otras ciudades, como Kumasi, se encuentran en el borde del corredor.

## Causas de la sequedad
La sequedad del corredor Togo-Dahomey no es normal, dado que se encuentra rodeado por un cinturón monzónico muy húmedo por todas partes, y no hay montañas que bloqueen la humedad. Sin embargo, Acra, en el corazón del corredor, sólo recibe 720 mm de lluvia al año; menos de la mitad de lo que necesita la selva tropical.
La causa de la sequedad del corredor Togo-Dahomey se explica por cuatro razones:
- En el invierno septentrional, las altas presiones centradas en el Sahara envían alisios secos del noreste sobre África Occidental, y provocan una estación seca generalizada en la región.

- En el verano septentrional, un enorme sistema de bajas presiones (el monzón) se forma sobre la masa continental de Eurasia-África. Centrado aproximadamente sobre Rajastán, el Himalaya le impide moverse hacia el oeste. Desde esta posición, envía vientos del oeste húmedos sobre África Occidental, lo que provoca una estación húmeda que alcanza su máximo en junio en la costa y en agosto en el interior.

- La costa en la región de precipitaciones más intensas (Guinea, Sierra Leona, Liberia) se inclina del sudeste al noroeste, lo que hace que los vientos húmedos del oeste suelten toda su humedad.

- En el corredor Togo-Dahomey, sin embargo, la costa se inclina del nordeste al suroeste, así que los vientos se soplan paralelos a la costa, lo que hace que no pierdan tanta humedad y sólo haya una breve estación húmeda de mayo a junio.

## Historia geológica
El corredor Togo-Dahomey sólo ha existido en su forma actual unos cuatro mil años. Durante casi todo el cuaternario, un clima más seco, causado por un Océano Atlántico más frío debido a las corrientes frías provocadas por las capas de hielo de Europa y Norteamérica, la región albergaba muy pocas selvas. En los períodos interglaciales, sin embargo, la lluvia en toda el África Occidental ha sido tan intensa que el corredor se ha encontrado a menudo cubierto de selva.
- Datos: Q1157503